# T.J. Perkins
Teddie James Perkins (Los Angeles, 3 september 1984), beter bekend als TJP, is een Amerikaans professioneel worstelaar die actief is in Impact Wrestling (voorheen bekend als TNA Wrestling).
De eerste keer dat hij bij Impact Wrestling verscheen, bekwam hij de TNA X Division Champion waar hij worstelde onder de ringnaam Manik tot 2016. Daarna werkte Perkins voor WWE waar hij de winnaar was van de Cruiserweight Classic Tournament en bekwam WWE Cruisterweight Champion tot 2019. Daarna was Perkins een vaste worstelaar in verschillende promoties zoals MLW, NJPW en TNA, nu bekend als Impact Wrestling. Ook was hij bekend met een worstelmasker als Puma/PUMA.

## In het worstelen
- Finishers
  - Als T.J. Perkins / TJP
    - Detonation Kick
    - Figure Four Deathlock
    - Mega Buster
    - Skull Crusher

  - Als Suicide / Manik
    - Elevated double chickenwing dropped into a double knee gutbuster
- Signature moves
  - Brainbuster
  - Flying armbar
  - Jumping neckbreaker
  - Senton bomb
  - STF
  - Tiger suplex
  - Tornado DDT

## Prestaties
- All Pro Wrestling
  - APW Worldwide Internet Championship (1 keer)
- Alternative Wrestling Show
  - AWS Light Heavyweight Championship (2 keer)
- Big Time Wrestling
  - BTW Cruiserweight Championship (1 keer)
- Consejo Mundial de Lucha Libre
  - Best New Sensation (2003)
  - Feud of the Year (2003)
- Empire Wrestling Federation
  - EWF Tag Team Championship (1 keer: met Liger Rivera)
- Evolve Wrestling
  - Breakout Match (2010) vs. Munenori Sawa op 16 januari
- House Of Glory
  - HOG Crown Jewel Championship (1 keer, huidig)
- Match One Wrestling
  - NWA Heritage Championship (1 keer)
- New Japan Pro Wrestling
  - American Young Lions Cup Tournament (2004)
- Pro Wrestling Illustrated
  - Gerangschikt op nummer 35 van de 500 worstelaars in de top PWI 500 in 2017
- SoCal Uncensored
  - Rookie of the Year (2001)
- Total Nonstop Action/Impact Wrestling
  - TNA/Impact X Division Championship (2 keer)
  - TNA X Division Championship Tournament (2013)
- United Independent Wrestling Alliance
  - UIWA Lightweight Championship (1 keer)
- UWA Hardcore Wrestling
  - UWA Canadian Championship (1 keer)
- WWE
  - WWE Cruiserweight Championship (1 keer, inaugureel)
  - Cruiserweight Classic (2016)